# Heiner Wilmer

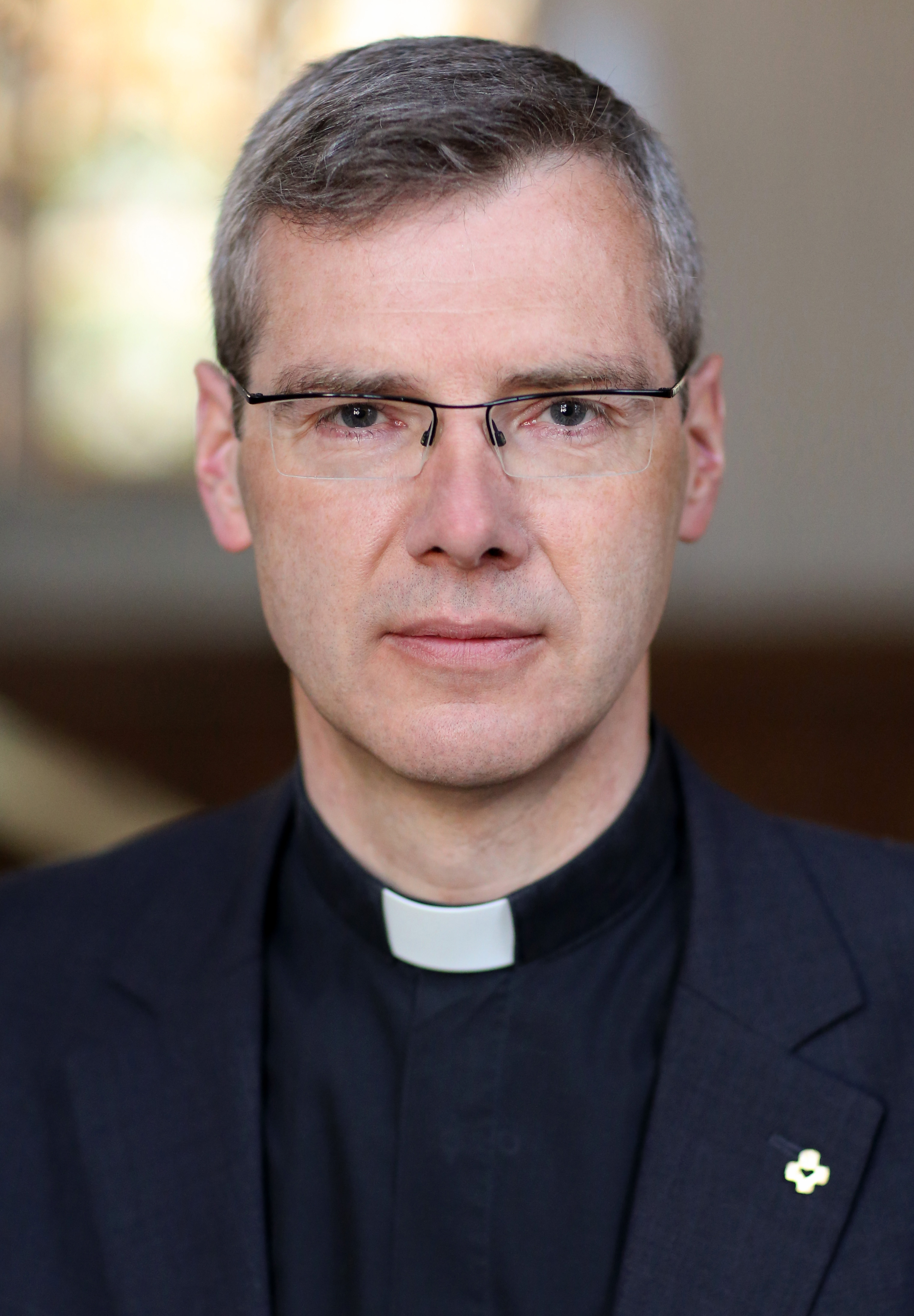
Heiner Wilmer, 2015

Heiner Wilmer SCJ (eigentlich Heinrich Theodor Wilmer, * 9. April 1961 in Schapen (Emsland)) ist ein deutscher römisch-katholischer Theologe. 2018 wurde er zum 71. Bischof von Hildesheim geweiht. Zuvor leitete er als Generaloberer die Ordensgemeinschaft der Herz-Jesu-Priester (Dehonianer) in Rom. Er war auch als Seelsorger und Lehrer sowie Schulleiter eines katholischen Gymnasiums tätig.

## Leben

### Herkunft
Wilmer wurde im Emsland geboren und wuchs auf einem Bauernhof auf. Nach der Grundschule in Schapen besuchte er von 1971 bis 1980 das Leoninum in Handrup, ein Gymnasium in katholischer Trägerschaft seiner späteren Ordensgemeinschaft. Nach dem Abitur im Jahr 1980 trat er ins Noviziat des Ordens im Herz-Jesu-Kloster Freiburg ein. Von 1981 bis 1986 studierte er Theologie in Freiburg sowie Romanistik in Paris. Am 31. Mai 1987 spendete ihm der Freiburger Erzbischof Oskar Saier die Priesterweihe.

### Studium
1987 wechselte Wilmer nach Rom an die Päpstliche Universität Gregoriana, um dort französische Philosophie zu studieren. 1991 wurde er in Freiburg bei Hansjürgen Verweyen mit einer Arbeit zur Mystik zwischen Tun und Denken in der Philosophie Maurice Blondels zum Dr. theol. promoviert. Seine Dissertation wurde mit dem Bernhard-Welte-Preis ausgezeichnet.

### Schuldienst
Parallel studierte Wilmer Geschichte auf Lehramt in Freiburg. Kurz vor seinem ersten Staatsexamen lernte er den niederländischen Priester Henri Nouwen kennen. Auf dessen Bitte vertrat er ihn einige Monate als Seelsorger in der L’Arche Daybreak im kanadischen Toronto, einer Einrichtung für Menschen mit Behinderung. Nach seinem zweiten Staatsexamen arbeitete Wilmer zwei Jahre lang als Schulseelsorger und Lehrer für Religion, Politik und Geschichte an der Liebfrauenschule Vechta und als Seelsorger in Vechta. 1997 ging er für ein Jahr in die Vereinigten Staaten, um an der Fordham Preparatory School zu unterrichten. Es handelt sich um eine Jesuiten-Highschool in der Bronx.
1998 kehrte Wilmer nach Deutschland zurück und wurde Schulleiter des ordenseigenen Gymnasiums Leoninum in Handrup (Emsland).

### Ordensoberer
Ab 2007 war Wilmer Provinzial der deutschen Ordensprovinz der Herz-Jesu-Priester. Am 25. Mai 2015 wählte ihn das Generalkapitel seiner Ordensgemeinschaft in Rom im ersten Wahlgang zum Generaloberen. Die Amtszeit beträgt regulär sechs Jahre. Wilmer löste damit den Portugiesen José Ornelas Carvalho ab. Er war nach Alphons Maria Lellig  der zweite Deutsche, der die Kongregation leitete.
Wilmer engagiert sich für soziale Projekte im Heiligen Land. 2010 wurde er von Kardinal-Kardinal-Großmeister John Patrick Foley zum Ritter des Ritterordens vom Heiligen Grab zu Jerusalem ernannt und am 10. Oktober 2010 in Dresden durch Reinhard Kardinal Marx, Großprior der deutschen Statthalterei, in den päpstlichen Laienorden investiert. 2019 erfolgte die Ernennung zum Großoffizier.

### Bischofsweihe

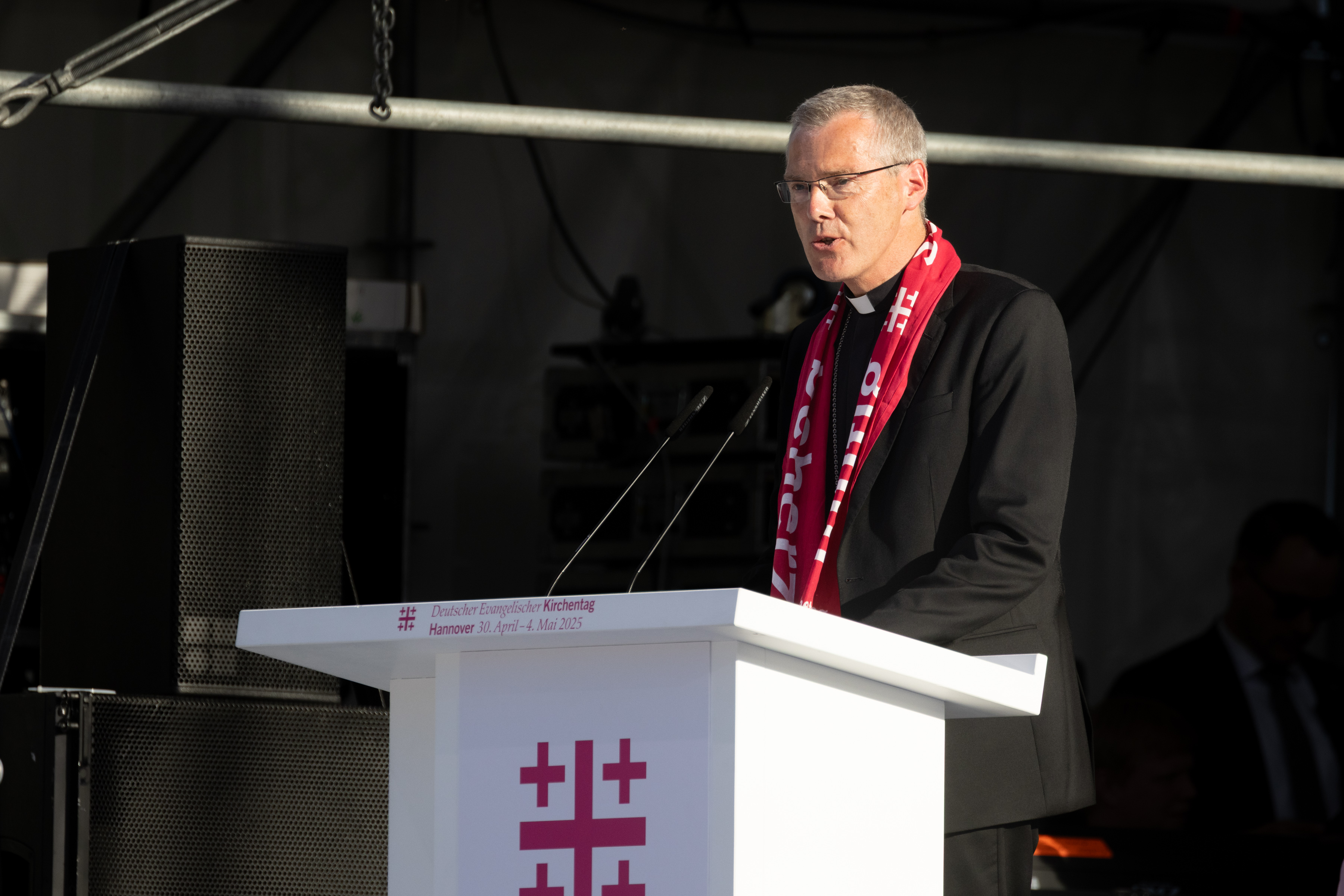
Heiner Wilmer als Bischof beim Kirchentag 2025 in Hannover

Papst Franziskus ernannte Heiner Wilmer am 6. April 2018 zum Bischof von Hildesheim. Er trat die Nachfolge von Norbert Trelle an. Die Bischofsweihe durch den Erzbischof von Hamburg, Stefan Heße, fand am 1. September 2018 im Dom Mariä Himmelfahrt statt. Mitkonsekratoren waren Wilmers Vorgänger im Bischofsamt, Bischof Norbert Trelle, sowie Weihbischof Johannes Wübbe in Vertretung des erkrankten Bischofs seines Heimatbistums Osnabrück, Franz-Josef Bode.
Wilmer gehört der Vollversammlung und dem Ständigen Rat der Deutschen Bischofskonferenz an. Seit 2022 ist er Vorsitzender der Kommission für gesellschaftliche und soziale Fragen. Als Vorsitzender der Kommission ist er zugleich der Vertreter der Deutschen Bischofskonferenz bei der Kommission der Bischofskonferenzen der Europäischen Gemeinschaft (ComECE) in Brüssel. Von 2019 bis 2024 war er Vorsitzender der Deutschen Kommission Justitia et Pax, ein zentrales Beratungsgremium der römisch-katholischen Kirche in Deutschland.

## Wappen und Wahlspruch

Wappen von Heiner Wilmer

Das Bischofswappen ist bogenförmig in zwei obere gelbe und ein unteres rotes Feld geteilt, die Farben des Bistums Hildesheim. Das heraldisch rechte gelbe Feld zeigt in der Marienfarbe Blau das Gründungsreliquiar des Bistums Hildesheim (ohne den gotischen Fuß), das heraldisch linke ebenfalls in Blau das Kreuz der Dehonianer, das Bischof Wilmer auch als Brustkreuz trägt. Im unteren roten Feld sind drei weiße Schafe zu sehen, die an Wilmers Herkunftsort Schapen (niederdeutsch „Schafe“), aber auch an die Hirtengleichnisse Jesu erinnern. Der Schild wird von einem grünen Prälatenhut mit seitlich jeweils 6 (1,2,3) grünen Quasten (fiocchi) überhöht und ist mit einer gelben, stilisierten Darstellung des romanischen Vortragekreuzes aus St. Godehard, das seinerseits dem Bernwardskreuz nachgestaltet ist, hinterlegt.
Der Wahlspruch lautet Adiutores gaudii vestri – „Gehilfen zu eurer Freude“ (2 Kor 1,24 ).

## Publizistisches Wirken
Wilmer hat als Priester und Bischof mehrere Schriften veröffentlicht, in denen er sich mit religiösen, spirituellen und gesellschaftlichen Themen auseinandersetzt. Größere Aufmerksamkeit erreichte das 2013 erschienene autobiografische Werk „Gott ist nicht nett“. Darin stellt Wilmer seine persönlichen Lebenserfahrungen unter die Passagen eines Gebets, um seinen eigenen Lebensweg als „ein Priester auf der Suche nach dem Sinn“ zu reflektieren. Die Berichterstattung über seine Person nimmt immer wieder Bezug darauf.

## Positionen
Heiner Wilmer sieht einen Reformbedarf der Kirche in strukturellen Fragen, betont jedoch, dass es ebenso wichtig sei, fundamentale Glaubensfragen neu in den Blick zu nehmen, da zunehmend Christen Zweifel an einem Leben nach dem Tod haben sowie daran, dass Jesus der Sohn Gottes ist. Mit Blick auf den Synodalen Weg plädierte er deshalb bereits vor Beginn der ersten Sitzung dafür, die Herausforderung der Evangelisierung und Mission stärker in den Blick zu nehmen.

### Zölibat
Im Juni 2019 erklärte er gegenüber der Süddeutschen Zeitung zum Thema Zölibat der Priester, er selbst sei „leidenschaftlich gerne zölibatärer Ordensmann“. Aber die Ehelosigkeit könne noch stärker zum Leuchten gebracht werden, wenn sie nicht einfach für alle Kleriker verpflichtend sei. Wilmer sieht, dass die verpflichtende Ehelosigkeit von Priestern unter Umständen zu einer Vereinsamung führen kann. Er befürwortet die Diskussion über die Notwendigkeit der Zölibatsverpflichtung.

### Ökumenische Bewegung
Wilmer setzt sich für die Ökumene ein und betonte mehrfach die Bedeutung der Zusammenarbeit zwischen verschiedenen christlichen Konfessionen. Er sieht die Ökumene als einen Weg, um Einheit in der Vielfalt zu finden und gemeinsam an der Verbreitung des Evangeliums zu arbeiten. Er erkennt die Notwendigkeit, Unterschiede zu respektieren, aber gleichzeitig die gemeinsamen Grundlagen des christlichen Glaubens stärker zu betonen. Er fördert den Dialog und das gegenseitige Verständnis zwischen den Konfessionen und sieht darin eine Bereicherung für die Kirche. Wilmer glaubt, dass die Ökumene zur Vertiefung des Glaubens und zur Stärkung der christlichen Gemeinschaft entscheidend beitragen kann.

### Leitungsverantwortung von Frauen
Wilmer wünscht sich mehr Leitungsverantwortung für Frauen in der katholischen Kirche. Mit Blick auf die Frage nach der Weihe von Frauen wünscht er sich weiterhin eine offene Gesprächskultur. Es reiche heute nicht mehr aus, lediglich zu sagen: „Die Frage, ob Frauen zu den Weiheämtern zugelassen werden, ist erledigt.“

### Machtmissbrauch und sexueller Missbrauch
In einem Interview mit dem Kölner Stadtanzeiger sagte Heiner Wilmer am 14. Dezember 2018, der Missbrauch von Macht stecke „in der DNA der Kirche“. Dies erfordere ein radikales Umdenken. Es gebe nicht nur den Einzelnen als Sünder, sondern auch „Strukturen des Bösen“ in der Kirche als Gemeinschaft; um das Böse in der Kirche einzudämmen, müsse es Gewaltenteilung in der Kirche geben. Er kritisierte Selbstherrlichkeit und Anspruchsdenken unter den Bischöfen. Wilmer berief sich ausdrücklich auf den von der Kirche gemaßregelten Theologen Eugen Drewermann und dessen Werke Strukturen des Bösen und Kleriker. Psychogramm eines Ideals sowie auf den Jesuiten Klaus Mertes, der zu Unrecht viel Prügel bezogen habe, weil er den Missbrauchsskandal öffentlich gemacht habe.
Wilmer betonte immer wieder die Notwendigkeit, den Opfern von sexuellem Missbrauch zuzuhören und ihnen Gerechtigkeit widerfahren zu lassen. Wilmer sieht die Skandale als eine tiefe Krise und fordert eine ernsthafte Auseinandersetzung mit der Vergangenheit. Er unterstützt Maßnahmen, um Missbrauch in der Kirche zu verhindern und eine Kultur des Vertrauens und der Sicherheit zu fördern. Dazu müsse es Gewaltenteilung in der Kirche geben.

### Sexualmoral und sexuelle Orientierung
Eine Erneuerung der kirchlichen Sexualmoral hält Wilmer für notwendig. So sagte er im September 2022: „Es kann nicht sein, dass durch die kirchliche Lehre Menschen verletzt oder diskriminiert werden“, da eine solche Haltung nicht dem Willen Jesu Christi entsprechen könne. Als „richtungsweisend“ begrüßte er 2023 die römische Erlaubnis zur Segnung homosexueller Paare. Es gehe darum, „die heutigen Lebenswirklichkeiten von gleichgeschlechtlichen Paaren zu würdigen, ohne damit das Sakrament der Ehe zwischen Mann und Frau infrage zu stellen“.

### Rüstungspolitik
Wilmer äußerte sich kritisch zu Rüstung und politischen Konflikten. Er sprach sich gegen Waffenhandel und Rüstungsexporte aus, insbesondere in Kriegs- und Krisengebiete. Wilmer betonte die Wichtigkeit von Frieden und forderte eine stärkere Fokussierung auf diplomatische und friedliche Lösungen für internationale Konflikte. Er sieht die Rolle der Kirche in der Förderung von Gerechtigkeit und Frieden und kritisiert politische Entscheidungen, die zu Leid führen. Wilmer fordert eine ethisch verantwortungsvolle Politik, die das Wohl aller Menschen berücksichtigt.

## Schriften
- Mystik zwischen Tun und Denken: ein neuer Zugang zur Philosophie Maurice Blondels. 1992.
- Wer leben will, muss aufbrechen. Spirituell lernen von Brasilien. 2010.
- Johannes Duns Scotus: 'Tractatus de primo principio'. Wissenschaftstheoretische Überlegungen. 2013.
- Gott ist nicht nett. 2013.
- Hunger nach Freiheit. Mose – Wüstenlektionen zum Aufbrechen. 2018.
- Trägt. Die Kunst, Hoffnung und Liebe zu glauben. 2020.
- Herzschlag: Etty Hillesum – Eine Begegnung. 2024.
- Als Mitherausgeber: Mit der Bibel durch das Jahr 2025.:Ökumenische Bibelauslegung. 2025.

### Personenlinks
- Heiner Wilmers Autorenporträt beim Herder Verlag
- Domradio vom 21. Mai 2013: Pater Dr. Heiner Wilmer SCJ – Gott ist nicht nett
- HR Camino vom 23. März 2014: Glauben ist einfach. Eine Radiosendung
- Deutschlandradio Kultur, Sendung Feiertag vom 11. Januar 2015: Ein Priester fragt nach seinem Glauben
- katholisch.de: Interview am 15. April 2019 (Michael Althaus).